# 지렁이의 활동과 분변토의 형성
《지렁이의 활동과 분변토의 형성》(The Formation of Vegetable Mould Through the Action of Worms)는 찰스 다윈의 책이다.

## 소개
다윈은 1837년부터 1882년 사망하기 전까지 40년 넘게 지렁이를 연구했다. 지렁이는 땅속에 무수한 굴을 파 땅을 갈아엎고, 흙을 먹고 배설해 분변토를 만들어 땅을 비옥하게 해 준다. 땅은 그대로 멈춰 있는 게 아니라 지렁이에 의해 끊임없이 순환하고 있다.
찰스 다윈과 지렁이의 운명적인 만남은 그가 27세인 1837년의 일이다. 다윈이 헨슬로 교수의 추천을 받아 박물학자 자격으로 학술 조사선 비글호를 타고 5년간 전 세계를 조사하고 막 돌아왔을 때였다. 다윈은 5년간의 항해를 하면서 수집한 표본들을 열심히 연구를 하던 중 건강을 해쳐 스태퍼드셔에 있는 외삼촌 웨지우드의 집에 요양을 하기 위해 내려갔다. 외삼촌은 그를 목초지로 데려가 자신이 몇 년 전에 뿌렸던 잿가루와 벽돌 조각이 땅 밑 몇 인치 아래에 묻혀 있는 현장을 보여 주며 이것은 틀림없이 지렁이가 끊임없이 지표면에 다량의 고운 흙인 분변토를 계속해 배출하는 것에 기인한다고 말했다.
전 세계를 탐사한 다윈이었지만 외삼촌이 목초지에서 발견한 사실에 깊은 인상을 받은 그는 같은 해 런던 지질학회에서 ＜비옥토의 형성＞이란 짧은 논문을 발표했다. 목초지에 뿌린 이회토나 재가 몇 년 뒤 잔디밭 아래 수인치의 깊이에 하나의 층을 이루고 있다는 내용이었다. 다윈은 외삼촌 집에 다녀온 후부터는 당시에 비옥토(vegetable mould)란 이름으로 부르던 토양의 가장 비옥한 표층을 만들어 내는 것은 지렁이의 활동이라고 굳게 믿는다. 그리고 최초의 논문에 약간의 수정을 가하고 몇 년이 지난 뒤 다시 지질학회에 발표하게 된다.
한편 당시의 사람들은 지렁이는 기껏해야 흙에 구멍을 뚫어 물이 빠질 수 있도록 해 주는 단순한 일을 하는 것으로만 알고 있었으므로 지렁이의 역할에 대한 다윈의 주장을 인정하지 않았다. 하지만 다윈은 동료들의 비판에 위축되지 않고 자기 생각이 옳다고 굳게 믿었다. 그리고 지표에 있던 물건이 지렁이 분변토에 의해 묻히는 속도를 확인하기보다는 일정한 면적에서 일정한 시간에 배설되는 분변토 양을 조사하기로 한다.
찰스 다윈은 진화론을 인정받는 데 인생의 대부분을 바쳤지만, 이와 마찬가지로 지렁이의 역할을 입증하는 데에도 처음 논문을 발표한 후 이 책이 나오기까지 약 45년이라는 길고 긴 세월에 걸쳐 연구를 수행했다. 이 책의 주제는 다윈이 말한 바와 같이 어디까지나 지렁이가 흙을 옮긴다는 사실을 객관적, 정량적으로 실증하려는 것이다. 이를 위해 지표면에 있던 물체가 땅속에 매몰되는 현상을 조사하고 실제로 지표에 내보내는 똥 한 무더기의 양을 1년 단위로 측정하는 방법을 이용하고 있다. 겉으로 보기에 땅의 표면은 변동이 없어 보이지만, 사실은 지렁이가 땅속의 흙을 분변토로 지표면에 배설하는 관계로 땅속은 공간이 형성되었다가 붕괴되어 자연적으로 매몰하게 된다. 이러한 영향으로 지표면에 있던 물체는 서서히 가라앉는다. 이러한 현상은 수백 년 혹은 수만 년을 거쳐 일어나므로 보통 사람의 눈으로는 보기도 어렵고 이해하기도 쉽지 않다. 그러나 다윈은 로마시대의 유적에서 스톤헨지의 거석에 이르기까지 여러 현장을 관찰해 우리에게 보여 주고 있다.

## 서지
- 최훈근 역, 지만지, 2014, ISBN 979-1-130-45839-7 03470

## 같이 보기
- 동일과정설
- 굴 (동물행동학)
- 생흔화석